# Vaginosis bacteriana
La vaginosis bacteriana (VB) es la causa más común de infección vaginal (vaginitis)
El síntoma más común de la VB es una secreción anormal de la vagina con un desagradable olor. Sin embargo, casi la mitad de las mujeres con VB no notan ningún síntoma.
Una vagina saludable contiene muchos microorganismos, uno de los más comunes es el Lactobacillus acidophilus (LA). El LA evita que otros microorganismos vaginales se reproduzcan a un nivel en donde pudiesen causar síntomas. Los microorganismos relacionados con la VB incluyen Gardnerella vaginalis, Mobiluncus, Bacteroides y Mycoplasma. Por razones desconocidas el número de estos organismos crecen con la VB mientras el número de organismos LA baja.
La mayoría de los casos de VB ocurren en mujeres sexualmente activas entre los 15 y 44 años, especialmente tras el contacto con una pareja nueva. Los condones no parecen ser efectivos brindando protección aunque el uso de espermicidas parece reducir en algo el riesgo. Aunque sea "adquirido" por contacto sexual no hay evidencia que sea una enfermedad de transmisión sexual (ETS). Mujeres embarazadas y mujeres que sufren de algún ETS tienen un riesgo mayor para el desarrollo de esta infección. La VB no suele afectar a las mujeres después de la menopausia. Un estudio de la Universidad de Gante en Bélgica concluyó que una deficiencia de hierro (anemia) era una fuerte indicación de la VB en embarazadas. Otro estudio americano publicado en el American Journal of Obstetrics and Gynecology demostró una relación entre el estrés psicosocial y la VB, independiente de otros factores de riesgo.

## Tratamiento
Se recomienda en la mujer embarazada, pues reduce el riesgo de sufrir complicaciones como parto prematuro y endometritis puerperal. En la no embarazada también se recomienda, pues elimina los síntomas y signos de VB y reduce las complicaciones en caso de aborto o histerectomía. El tratamiento se realiza con metronidazol en dosis de 500 mg cada 12 horas por vía oral, durante 7 días. Existen tratamientos alternativos por vía vaginal como clindamicina al 2 % en crema vaginal o metronidazol al 0,75 % en gel, ambos se administran con un aplicador, antes de acostarse, durante 7 días. No se recomienda el tratamiento de las parejas. Sin embargo, casi la mitad de las mujeres con VB no notan ningún síntoma.
La VB puede ser curada por antibióticos como metronidazol , clindamicina o tinidazol; aunque hay un alto nivel de reinfección.